# 霍塞尼耶
36°19′N 2°24′E / 36.317°N 2.400°E
霍塞尼耶（阿拉伯语：‎），是阿爾及利亞的城鎮，位於該國北部艾因迪夫拉省，由布邁德法區負責管轄，面積72平方公里，2008年人口7,799，人口密度每平方公里108人。